# Josué Teixeira
Josué Teixeira, właśc. Josué Amaral Teixeira (ur. 25 sierpnia 1960 w Niterói) – brazylijski trener piłkarski.

## Kariera trenerska
Karierę szkoleniowca rozpoczął w 2006 roku. Trenował kluby Fluminense FC, Avaí FC, Al-Gharafa U-23, Al-Rayyan U-23, Nova Iguaçu, Sampaio Corrêa, Duque de Caxias, Flamengo-PI, São José-MA, Macaé i Ríver.

## Sukcesy i odznaczenia

### Sukcesy piłkarskie
Al-Gharafa
- mistrz Kataru: 2007/08

Sampaio Corrêa
- mistrz Campeonato Maranhense: 2011

Ríver
- mistrz Campeonato Piauiense: 2014

Macaé
- mistrz Campeonato Brasileiro Série C: 2014